# Willem Kloos (dichter)
Willem Johannes Theodorus Kloos (Amsterdam, 6 mei 1859 – Den Haag, 31 maart 1938) was een Nederlands dichter en belangrijk vertegenwoordiger van de Tachtigers.

## Biografie

### Jeugd
Kloos werd geboren als zoon van de kleermaker Johannes Kloos en diens vrouw Anna Cornelia Amelse. Zijn moeder overleed in 1860. Johannes Kloos hertrouwde in 1861. Vanaf 1879 studeerde Willem Kloos klassieke letteren aan de Gemeentelijke Universiteit van Amsterdam en behaalde zijn kandidaatstitel in 1884. Tijdens zijn studententijd leerde hij Jacques Perk kennen, wiens gedichten hij na Perks dood aanpaste en uitgaf. De inleiding die Kloos schreef bij deze uitgave (1882) is later gaan gelden als manifest van de Beweging van Tachtig.
In 1880 debuteerde hij in het tijdschrift Nederland met het gedicht Rhodopis. Kloos' gedichten uit de jaren 80 van de 19e eeuw zijn beïnvloed door de Engelse romantische dichter Shelley.

### De Nieuwe Gids

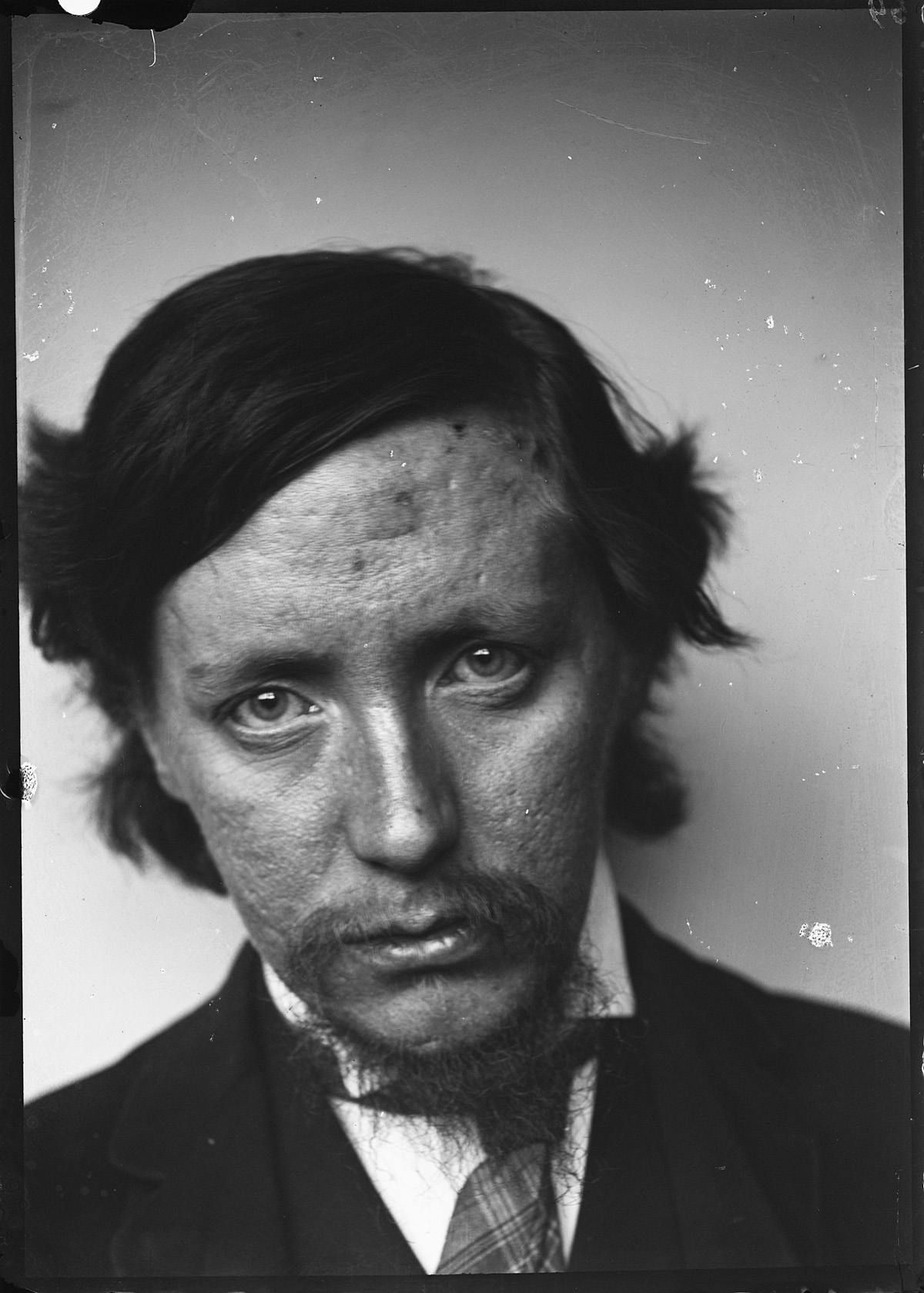
Kloos in 1892 (foto door Willem Witsen)

In 1885 richtte hij samen met Frederik van Eeden, Albert Verwey, Frank van der Goes en Willem Paap het literair tijdschrift De Nieuwe Gids op. In dit tijdschrift publiceerde Kloos een reeks literaire kronieken, die samen een beeld geven van zijn poëtica. Hij legt hierbij de nadruk op het op persoonlijke wijze weergeven van emoties door de dichter. Een veel geciteerde uitspraak van Kloos is dat kunst de aller-individueelste expressie van de aller-individueelste emotie moet zijn. Vorm en inhoud zijn onscheidbaar; het gaat om l'art pour l'art (kunst om de kunst). Voor het beschrijven van wat er omgaat in zijn ziel heeft de dichter twee middelen: klankexpressie en beeldspraak. Kloos vond dat elk uniek gevoel een eigen beeldspraak met zich meebracht. Met zijn visie zette Kloos zich af tegen de generatie van dominee-dichters als J.J.L. ten Kate, Nicolaas Beets en Bernard ter Haar, die in zijn ogen vooral huiselijke poëzie schreven, vol clichés en met een benepen moraal.
Ook publiceerde Kloos veel van zijn sonnetten in De Nieuwe Gids. Deze sonnetten worden algemeen beschouwd als Kloos' beste literaire werk en als karakteristiek voor de opvattingen van de Tachtigers. De gedichten beschrijven de gevoelens van de dichter en de wisselingen in zijn stemmingen. De meest geciteerde dichtregel van Kloos is waarschijnlijk "Ik ben een God in 't diepst van mijn gedachten".
Eind 1885 schreef Kloos samen met zijn goede vriend Albert Verwey de verzencyclus Julia. Een verhaal van Sicilië. Het werk was geschreven in de door hen verguisde, ouderwetse romantische stijl in de trant van Beets en Fiore della Neve en werd gepubliceerd onder het pseudoniem "Guido". Het boek was bedoeld als grap en diende om de literaire recensenten van die tijd voor de gek te houden. De actie slaagde, hoewel het voor hen belangrijke tijdschrift De Gids niet reageerde. In hun brochure De onbevoegdheid der Hollandsche literaire kritiek onthulden Kloos en Verwey hun grap.
Eveneens in 1885 schreef Kloos onder de naam Sebastiaan Slaap een voorrede bij de bundel Grassprietjes of Liederen op het gebied van Deugd, Godsvrucht en Vaderland door Cornelis Paradijs, waarachter een groepje Tachtigers (o.a. Frederik van Eeden) schuil ging. Deze bundel was een pastiche van de domineespoëzie.

### Einde van 'Tachtig'

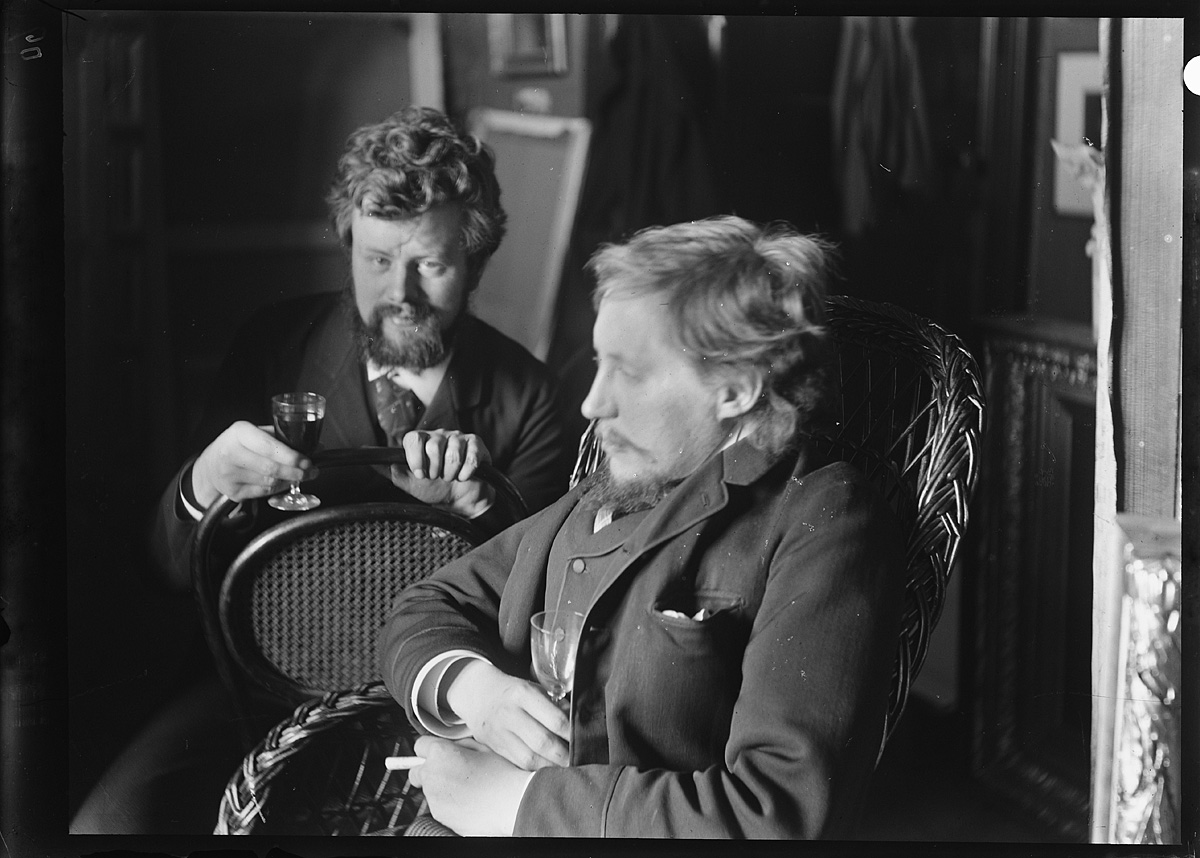
Willem Kloos (r) met zijn vriend Hein Boeken (maart 1892)

In de jaren 90 van de 19e eeuw begonnen verschillende dichters zich te verzetten tegen het individualisme en het "kunst om de kunst"-principe van Kloos en wilden een meer op de maatschappij gerichte, sociale dichtkunst. Ook binnen de oorspronkelijke beweging van Tachtig kwam het tot conflicten. Van Eeden en Van der Goes dachten dat het socialisme verbetering kon brengen, terwijl Kloos en Van Deyssel dachten dat het socialisme zou leiden tot nivellering van de kunst. Kloos hield vast aan zijn oorspronkelijke idealen en trok zich terug om poëzie te schrijven. In zijn persoonlijk leven ging het nu ook slechter; hij begon te drinken, kreeg last van psychoses en schreef scheldsonnetten. Daarin kwamen ook antisemitische passages voor. Enige tijd stond hij sterk onder invloed van de veel jongere, maar ook zenuwzieke, dichter Pieter Tideman. In 1894 hield De Nieuwe Gids tijdelijk op te bestaan, maar later ging het blad toch weer door.
In 1896 verscheen Veertien jaar literatuurgeschiedenis, een bundel met Kloos' literaire kritieken. In 1900 trouwde hij met Jeanne Reyneke van Stuwe, een productieve schrijfster van societyromans. Kloos' invloed was toen al veel minder geworden, maar hij bleef gedichten publiceren in De Nieuwe Gids en zou tot zijn dood lid van de redactie van dat blad blijven.

### Latere jaren
In de jaren 1910-1912 vertaalde en bewerkte hij de vier libretto's van Richard Wagners vierluik De Ring onder de titel De Ring van den Neveling.
Op 14 juni 1919, enkele weken na zijn zestigste verjaardag, werd Kloos op paleis Huis ten Bosch ontvangen door koningin Wilhelmina.  
Tussen 1914 en 1928 stond Kloos vijf keer op de nominatielijst van de Nobelprijs voor literatuur, maar hij won de prijs niet.
Op 3 maart 1935 kreeg hij, samen met Lodewijk van Deyssel, een eredoctoraat aan de Universiteit van Amsterdam.

## Sonnet V
Dit sonnet werd bij de eerste publicatie in 1894 door sommigen godslasterlijk bevonden, al had Kloos er een heel andere bedoeling mee. Met "Ik ben een God..." wilde hij alleen maar zeggen dat de dichter de autonome schepper is van zijn eigen verzen en almachtig troont in zijn dichtkunst.

Ik ben een God in 't diepst van mijn gedachten,
En zit in 't binnenst van mijn ziel ten troon
Over mij zelf en 't al, naar rijksgeboôn
Van eigen strijd en zege, uit eigen krachten.
En als een heir van donkerwilde machten
Joelt aan mij op en valt terug, gevloôn
Voor 't heffen van mijn hand en heldre kroon:
Ik ben een God in 't diepst van mijn gedachten.
–En tóch, zo eindloos smacht ik soms om rond
Úw overdierb're leên den arm te slaan,
En, luid uitsnikkende, met al mijn gloed
En trots en kalme glorie te vergaan
Op úwe lippen in een wilden vloed
Van kussen, waar 'k niet langer woorden vond.

 (Uit: Verzen, 1894)

## Prijzen
- 1896 - D.A. Thiemeprijs voor Verzen
- 1918 - Tollensprijs voor zijn hele oeuvre

## Werken
Tot Kloos' belangrijkste werken behoorden:
- Het boek van kind en God (1888)
- Julia. Een verhaal van Sicilië (1885)
- De onbevoegdheid der Hollandsche literaire kritiek (1886)
- Verzen (1894)
- Nieuwe verzen (1895)
- Veertien jaar literatuur-geschiedenis, 1880-1893 (1896)
- Verzen II (1902)